# 天元台高原
天元台高原（てんげんだいこうげん）は山形県米沢市李山天元台にある高原。標高1,300mの位置にあり、日本百名山の一つ、吾妻山の登山口でもある。

## 概要
天元台は、もともとあった地名ではなく、昭和40年代にこの地が開発されるにあたって、当時の米沢市長により命名された。「天元」とは囲碁用語で碁盤の中心のことであり、転じて『世界の中心』という意味である（天元：中国の自然観のひとつで、万物成育の源）。
麓の白布温泉から「西吾妻ロープウェー」で10分ほどの場所に位置する。車では、急峻で危険な砂利道を走ることになるため、業者以外はロープウェー乗場となる白布湯元駅に車を止めて向かうのが一般的。天元台高原からは、さらに3台のリフトで北望台（1,820m）まで上がることが出来る。秘湯中の秘湯と呼ばれる大平温泉から登山道で向かうことも出来る。
本格的な吾妻登山や吾妻連山の縦走に向かう登山家だけではなく、北望台を起点に湿原などを散策するトレッキングコースとして全国的に人気がある。

## 天元台高原スキー場

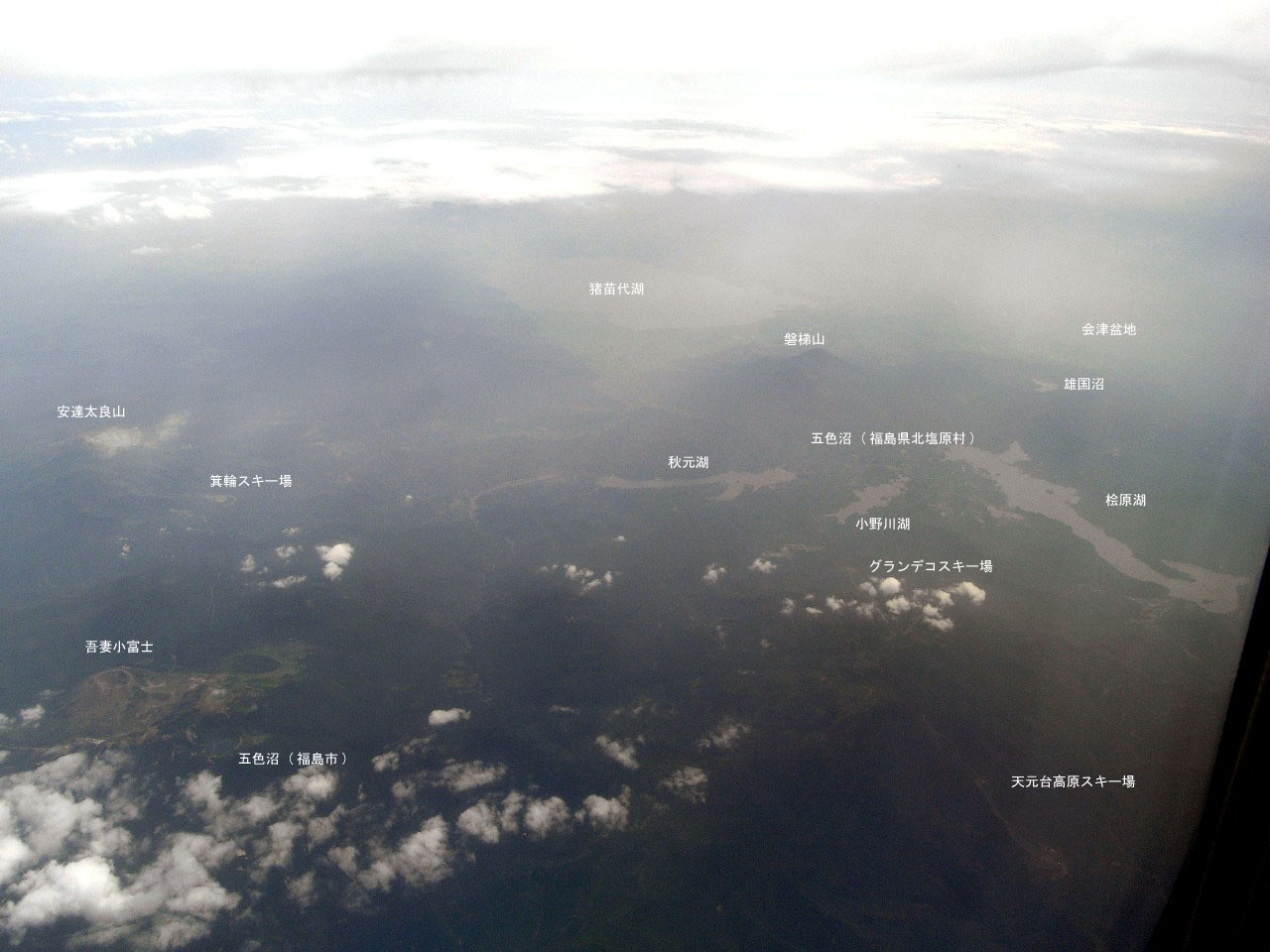
磐梯高原空撮画像。右下に当スキー場ゲレンデがある
2007年8月26日撮影

山形県随一の積雪量を誇る「天元台高原スキー場」がある。最も高い北望台で標高1,820mにあり、ここから最長6kmのコースを滑り降りる。リフト数は少ないが3本すべてが縦に連なっているため長いコースになっている。スキー場山頂から下りのロープウェイを使用せずに白布湯元駅までを滑り下りる湯の平コースが最長となっている。
※ 湯の平コースはほとんど使用出来ない
冬季営業は、通常11月中旬から5月上旬までである。雪のない夏もグラススキー場としてゲレンデが開放されており、ヒュッテ「アルブ天元台」も営業している。スキー場山頂からは天気が良ければ月山や鳥海山、蔵王などを望むことが出来る。また、ロープウェイの天元台高原駅の出口正面には小さな神社がある。
雪質は上々であり、アルペンスキー大会、スノーボード大会が多く開催されており、歴史あるスキー教室でも有名である。SAJのスキースクールではバッジテストなど行っていて、ロープウェイの白布湯元駅には天元台高原スキー場でバッジテスト1級を取得した者の名前が書かれた板が掛けられている。
かつては1963年7月設立の山形交通や日本交通公社のほか、山形県や米沢市の出資した第三セクター「天元台」が経営していたが 、現在は事業を米沢市主体で新たに発足した第三セクター「西吾妻ロープウェイ」に譲渡されている。

### スキーコース
- しらかばゲレンデ：下部リフトの辺りに広がるゲレンデ。リフトの左右に分かれており、リフトの左側はコース幅が広くなだらかなゲレンデでリフトの右側は上部がやや急な斜面となっている。初心者から中級者向け
- しゃくなげゲレンデ：中段のリフトの辺りに広がるゲレンデ。上部は広くなだらかな斜面が続くが下部に急な片斜面がある。中級者から上級者向け
- つがもりゲレンデ：最上部のリフトの辺りに広がるゲレンデ。最上部だけあって気温が低く比較的良い雪質が楽しめる。上部は急だがリフト下を通過した辺りからは緩やかな斜面で樹氷に囲まれた林間コースとなる。初心者から上級者向け
- 新雪バーン上級者向け
- 湯の平コース：ロープウェイの天元台高原駅から白布湯元駅までを下る3kmにも及ぶロングコース。初心者から中級者向け
- 過去に存在したコース

天元台高原駅から麓のバス停白布温泉駅（市内から見て西屋旅館の手前）の辺りまでの最大傾斜角42°のインターハイコースが過去にあったが現在は使用出来ない

### リフト
- 天元台ロープウェイ：全長990ｍ。麓の湯元駅から天元台高原駅まで標高差430ｍを上る。
- しらかばリフト：全長544ｍのペアリフト。
- しゃくなげリフト：全長722ｍのペアリフト。
- つがもりリフト：全長1,220mのペアリフト。

### 施設
- ロープウェイ1基、ペアリフト3基
- レストラン白樺、レストハウス吾妻、無料休憩所ホワイト

### 主な大会
- TENGENDAI CUP GSLシリーズ
- TENGENDAI SNOWBOARD TECHNICAL CUP
- 天元台高原レディース&マスターズアルペン大会
- 天元台高原アルペン競技大会
- 天元台ペンションスキー大会
- 天元台高原技術選大会
- 天元台高原シニア技術選大会
- スノーボード天元台高原カップ

## 米沢天元台デジタルテレビ放送中継局
米沢市を中心とする置賜地方の基幹放送中継局となる米沢中継局は、これまで米沢市南郊の笹野山に設置されていたが、地上デジタルテレビジョン放送の開始にあたっては、その中継局を天元台高原に設置した。置賜地方の広範囲に電波を発射する必要があったことと、笹野山からは西蔵王親局を直接見通すことができないため、この場所が選定されたといわれている。アナログとデジタルで送信場所が変わるため、主に米沢市内ではデジタル受信時にアンテナの新規設置、もしくはアンテナの方向調整が必要な世帯もある。
天元台高原の北端に中継局が林立しており、ロープウェー乗り場から遊歩道が整備され、野花を愛でながら散策する事が出来る。
なお、地上アナログテレビジョン放送の終了後も、NHK山形FMとFM山形の米沢中継局は、当地の北側にある笹野山で変更はない。
一般的にデジタル放送の空中線電力はアナログUHF放送の映像出力の1/10に設定されるが、当局は100Wと高めになっている（アナログ米沢中継局の空中線電力も同じ100Wである）。よって、事実上の増力となり、受信可能世帯数もアナログ米沢中継局に比べて約1.5倍に拡大した。

### 地上デジタルテレビジョン放送送信設備
| ID | 放送局名             | 物理 チャンネル | 空中線電力 | ERP  | 放送対象地域 | 放送区域内世帯数 | 開局日         |
| -- | -------------------- | --------------- | ---------- | ---- | ------------ | ---------------- | -------------- |
| 1  | NHK 山形総合         | 28              | 100W       | 980W | 山形県       | 約6万2千世帯     | 2006年 12月1日 |
| 2  | NHK 山形教育         | 24              | 100W       | 980W | 全国放送     | 約6万2千世帯     | 2006年 12月1日 |
| 4  | YBC 山形放送         | 32              | 100W       | 980W | 山形県       | 約6万2千世帯     | 2006年 12月1日 |
| 5  | YTS 山形テレビ       | 34              | 100W       | 980W | 山形県       | 約6万2千世帯     | 2006年 12月1日 |
| 6  | TUY テレビユー山形   | 37              | 100W       | 980W | 山形県       | 約6万2千世帯     | 2006年 12月1日 |
| 8  | SAY さくらんぼテレビ | 40              | 100W       | 980W | 山形県       | 約6万2千世帯     | 2007年 9月1日  |

- さくらんぼテレビの放送開始が遅れたのは、米沢小野川中継局と高畠時沢中継局のアナアナ変換が関係しているといわれている（両中継局とも、山形テレビが物理チャンネル40chを使用していた）。
- 放送エリアは、米沢市・長井市・南陽市・東置賜郡高畠町・東置賜郡川西町・西置賜郡飯豊町の各一部地域。
- なお、地上アナログテレビジョン放送とFMラジオの米沢中継局については、該当項を参照の事。

## 備考

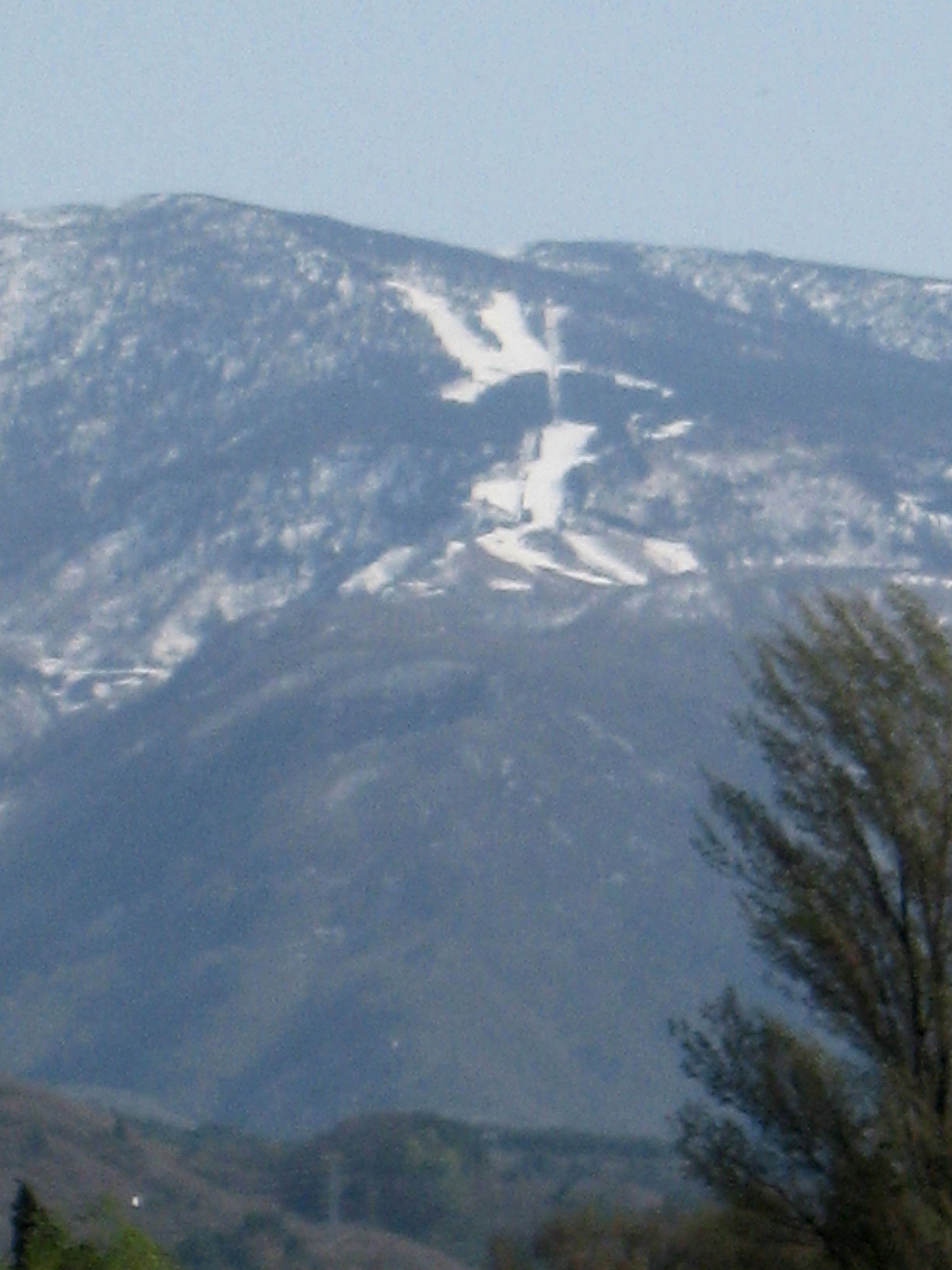
吾妻山腹の「白馬の騎士」（天元台スキー場）2010年5月

- 天元台にはケーブルテレビ局のニューメディアの受信設備もあり、ニューメディアで再送信している県外放送局の電波をここで受信している。前述されている米沢天元台デジタルテレビ中継局の開設に伴い、在仙民放テレビ局の区域外再放送が中止された。
- 山形県道・福島県道2号米沢猪苗代線の白布峠展望台から見て正面の山に、ロープウェーといくつかの構造物が見えるが、これが天元台高原である。
- 天元台は春もしくは初冬の時期に麓の米沢市から望むと、武器を持った人物が馬に乗っている様な雪形に見える。これを「白馬の騎士」と呼んで、川中島での上杉謙信の姿に見立て、米沢のシンボルとしてとらえられている。